# Lombardoïta
La lombardoïta és un mineral de la classe dels fosfats, que pertany al supergrup de la brackebuschita.

## Característiques
La lombardoïta és un arsenat de fórmula química Ba₂Mn³⁺(AsO₄)₂(OH). Va ser aprovada com a espècie vàlida per l'Associació Mineralògica Internacional l'any 2016. Cristal·litza en el sistema monoclínic. És l'anàleg d'arsènic (o arsenat) de la tokyoïta.
L'exemplar que va servir per a determinar l'espècie, el que es coneix com a material tipus, es troba conservat a les col·leccions mineralògiques del Museu regional de ciències naturals, secció de mineralogia, petrografia i geologia, a Torí (Itàlia), amb el número de catàleg: m/u 17111.

## Formació i jaciments
Va ser descoberta a la mina Valletta, situada a Vallone della Valletta, a la província de Cuneo (Piemont, Itàlia). Es tracta de l'únic indret de tot el planeta on ha estat descrita aquesta espècie mineral.